# مهدی هادوی تهرانی
مهدی هادوی تهرانی (زاده ۱۳۴۰ خورشیدی)، از روحانیون شیعه است. نظریه اندیشه مدون در اسلام» از جمله نظریات مشهور اوست. او از نوادگان کریم خان زند، پادشاه ایران می‌باشد.
هادوی تهرانی در وب‌سایت خود به هزاران استفتاء پاسخ داده‌است.

## زندگی
وی در سال ۱۳۴۰ خورشیدی در تهران زاده شد. در رشته مهندسی برق-الکترونیک دانشگاه صنعتی شریف ادامه تحصیل داد. پس از مدتی، به تحصیلات حوزوی در شهر قم روی آورد. پس از پایان دوره سطح، وارد دوره خارج شد و از استادانی چون جعفر سبحانی، جواد تبریزی، وحید خراسانی، بهجت، مکارم شیرازی و میرزا هاشم آملی دانش آموخت. مکتب فقهی و اصولی شهید صدر را از سید محمود هاشمی شاهرودی و به ویژه سید کاظم حائری فراگرفت. دانش رجال را از جعفر سبحانی و سید موسی شبیری زنجانی آموخت. در اخلاق و عرفان عملی، سال‌ها از محضر سید رضا بهاءالدینی بهره برد.

## فعالیت‌ها
- تدریس (در دانشگاه‌ها و بیش از ۳۳ سال تدریس در حوزه علمیه قم با ۲۷ سال سابقه تدریس خارج فقه و اصول)
- عضو شورای علمی و از مؤسسین رشته کارشناسی ارشد فلسفه علم دانشگاه صنعتی شریف
- عضو شورای بررسی متون علوم انسانی وزارت علوم، تحقیقات و فناوری و رئیس گروه فقه و حقوق این شورا
- رئیس پیشین هیئت علمی بعثه مقام رهبری
- عضو پیشین کمیته تخصصی فقهی سازمان بورس
- ریاست مؤسسه علمی تحقیقاتی رواق حکمت

## اسلام کوئست
از پیش از سال ۱۳۸۴ مهدی هادوی اقدام به تأسیس سایت اسلام کوئست (islamquest.net) برای پاسخ به سوالات و شبهات دینی نموده‌است که تحت «اشراف» وی نظارت می‌شود.

## تالیفات
- مبانی کلامی اجتهاد
- ساختار کلی نظام اقتصادی اسلام در قرآن
- تحریرالمقال فی کلیات علم رجال
- ولایت فقیه
- گنجینه خرد
- تاریخ علم اصول
- با جوان تا آسمان
- قضاوت در اسلام (جلد اول: قضاوت و قاضی)
- ایران سرزمین خرد خدایی
- مکتب و نظام اقتصادی اسلام
- با گام‌های سبز انتظار
- باورها و پرسش‌ها
- ولایت و دیانت